# Vohu Manah
Vohu Manah (”Den goda tanken”') är en arketyp, gudomlighet eller ärkeängel i zoroastrismen och förekommer i Zarathustras Sånger. 
I Avesta, zoroastrismens urkund, är Vohu Manah en av de sju Amesha Spenta skapade av Ahura Mazda för att hjälpa honom stärka det goda och förgöra det onda. Vohu Mana är den Amesha Spenta som står Ahura Mazda närmast (efter Asha) och var även den som enligt zoroastrisk tradition förde Zarathustra till Ahura Mazda i en vision.
I den forniranska religionen är Vohu Manah djurens väktare, och symboliserar det goda som ger föda.
Den andra månaden i den zoroastriska kalendern är tillägnad Vohu Manah. Genom den medelpersiska formen Vahman ligger Vohu Manah bakom det nypersiska namnet Bahman på den elfte månaden i solåret (21 januari till 19 februari)